# 蓋伊 (密歇根州)
蓋伊（英語：Gay）是位於美國密歇根州基威諾縣謝爾曼鎮區的一個非建制地區。

## 地理
蓋伊所處的海拔為高於海平面197米（即646英呎），而該地所採用的時區為UTC-5，即北美东部時區（EST）。同時該地設有夏令時間，為UTC-5調快一小時，即UTC-4（EDT）。